# Anthrax puncturellus
Anthrax puncturellus är en tvåvingeart som beskrevs av Hesse 1950. Anthrax puncturellus ingår i släktet Anthrax och familjen svävflugor. Inga underarter finns listade i Catalogue of Life.